# トローゲン
トローゲン（Trogen）は、スイス・アッペンツェル・アウサーローデン準州にある基礎自治体 ( ベツィルク ) である。州都はヘリザウであるが、街に州の裁判所がある。
街の中心にある1782年に建てられたプロテスタント教会、図書館を備えた食堂、1805年に建てられたタウンホール、Zellweger宮殿がスイスの国の重要文化財に登録されている。
街にはGäbris山がそびえ立っている。街は1940年代に建てられたペスタロッチ子供基金の子供村で有名である。

## 歴史
1168年、トローゲンは"Trugin"として最初に文献に登場した。街の名称は、自治体旗にも描かれている数多くある泉に由来する。18世紀街は、繊維製品と貿易で成功を修めていたZellweger家によって支配されていた。Zellweger家は1821年に小学校を建てた。